# AIR PLACE
『AIR PLACE』（エア・プレース）は、高崎市のコミュニティFM局ラジオ高崎で平日夕方に放送されている生ワイド番組。高崎駅東口のサテライトスタジオより生放送されている。

## 概要
ラジオ高崎の夕方の顔として放送されているワイド番組。当初は高崎モントレーコンコース階の「COCOA」内のサテライトスタジオから放送、2011年以降は高崎駅東口に移動した新サテライトスタジオから放送している。
2017年4月、ラジオ高崎の開局20周年に併せてゲストパーソナリティを拡充。併せて高崎市に隣接する前橋市のまえばしCITYエフエム（M.wave）にて一部時間のネットを開始。
2019年4月よりラジオ高崎で当日夜に再放送を開始。再放送では録り下ろしの「あとプレ」を併せて放送。
2020年3月をもってまえばしCITYエフエムのネットを終了。再びラジオ高崎単独での放送となる。

## 出演者

### メインパーソナリティ
- 田野内明美（ラジオ高崎）

### ゲストパーソナリティ
- 林家つる子（落語家）（月曜）
- 渋川清彦（俳優）（火曜第1、第3、第5）
- ジョナサン・シガー（火曜第2、第4）
- JILL（PERSONZ）（水曜第1）
- 岡田浩暉（俳優）（水曜第2）
- 浜崎貴司（FLYING KIDS）（水曜第3、第5）
- JOY （タレント）（水曜第4）
- 松井常松（元BOØWY、ベーシスト）（木曜日）
- 香川誠（ROGUE）（金曜日）

## 放送時間
- ラジオ高崎
  - 本放送
    - 月曜日 - 金曜日 16:00 - 18:55

  - 再放送
    - 月曜日 - 金曜日 22:00 - 翌 1:00[4]

2020年4月10日から5月29日(予定)まで、新型コロナウイルス感染拡大防止の為17:00 - 18:55の短縮放送を実施。

### 過去のネット局
- まえばしCITYエフエム（M.wave）
  - 月曜日 - 金曜日 16:30 - 18:15

## タイムテーブル
2020年4月時点
- 16:10 大人の学校
- 17:00 ヘッドラインニュース
- 17:05 高崎市からのお知らせ
- 17:10 月：高崎新聞 新井記者（第1･3･5週）　たかさき観光情報局（第2週） 水：たかさき観光情報局（第4週）
- 17:35 金：Montres＆E'site トレンドウォーカー
- 17:47 火：商工会議所通信
- 17:53 たかしんタウン情報
- 18:00 NOW LIFE
- 18:15 Driving Music Place
- 18:20 スズランインフォメーション